# Réva
Réva (Vitis) je rod rostlin z čeledi révovité (Vitaceae). Jsou to dřevnaté liány s jednoduchými až dlanitě složenými střídavými listy a drobnými nenápadnými květy, které jsou opylovány hmyzem. Plodem je bobule. Rod réva zahrnuje asi 60 druhů a je rozšířen v mírném a subtropickém pásu severní polokoule. Hospodářsky nejvýznamnější druh je réva vinná, jedlé plody mají i některé další druhy. Některé révy jsou pěstovány jako okrasné liány, např. velkolistá réva japonská.

## Popis
Révy jsou dřevnaté jednodomé nebo dvoudomé liány s úponky. Dřeň stonků je hnědavá, v uzlinách přerušovaná. Kůra se loupe v dlouhých pruzích. Listy jsou střídavé, jednoduché až složené, dlouze řapíkaté, s opadavými palisty. Čepel listů je dlanitě laločnatá s dlanitou žilnatinou nebo až dlanitě složená. Úponky vyrůstají naproti listům a jsou nejčastěji vidličnatě rozdvojené. Květy jsou pětičetné, v latovitých květenstvích. Kalich je miskovitý, srostlý, laločnatý, někdy redukovaný. Tyčinek je 5. Koruna je záhy opadavá, korunní lístky jsou v horní části srostlé. Semeník je svrchní, srostlý ze 2 plodolistů a se 2 pouzdry, v každém plodolistu jsou 2 vajíčka. Na bázi semeníku je pětilaločný žláznatý terč. Plodem je bobule obsahující 1 až 4 hruškovitá semena.

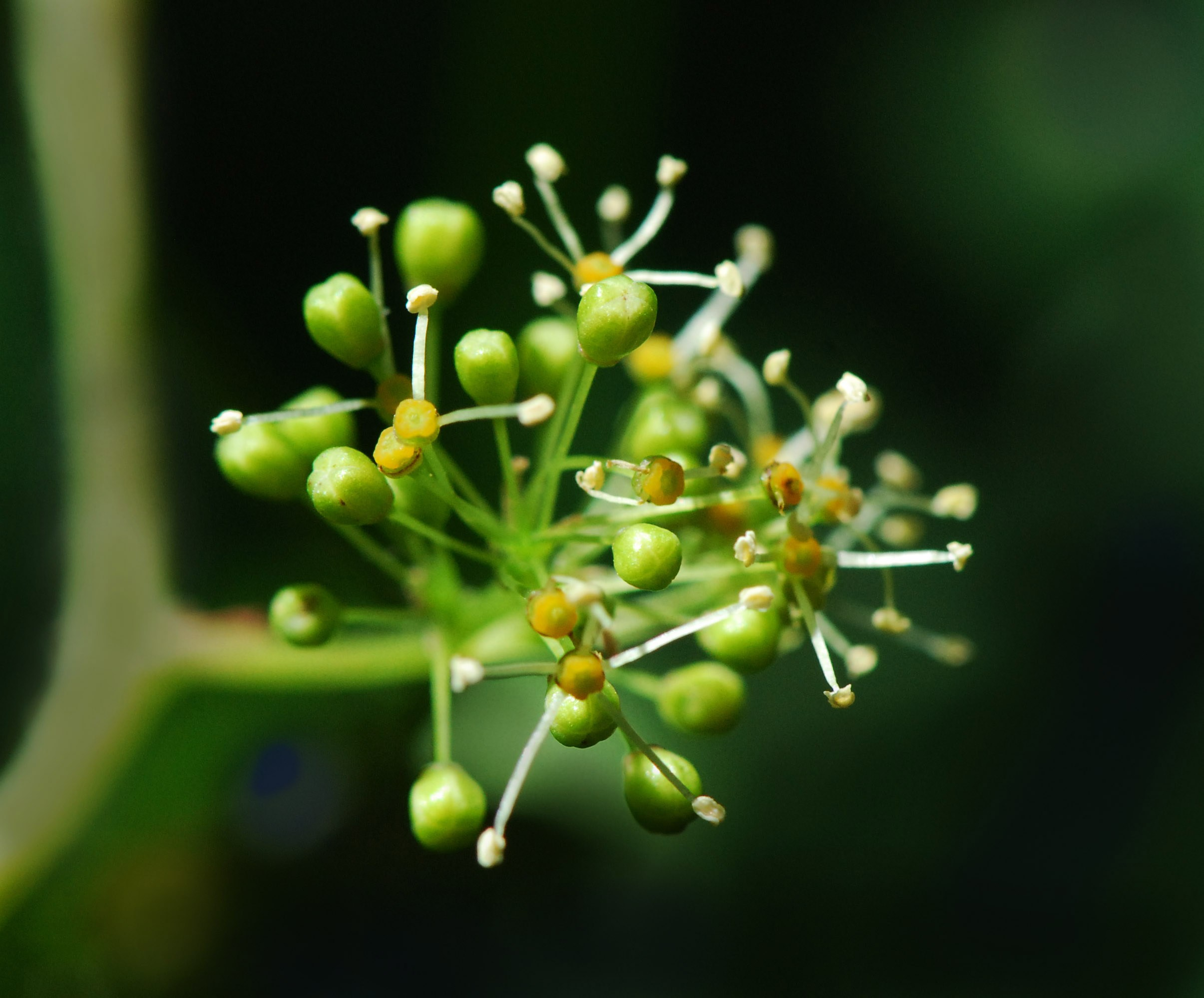
Samčí květy révy vinné (Vitis vinifera ssp. sylvestris)
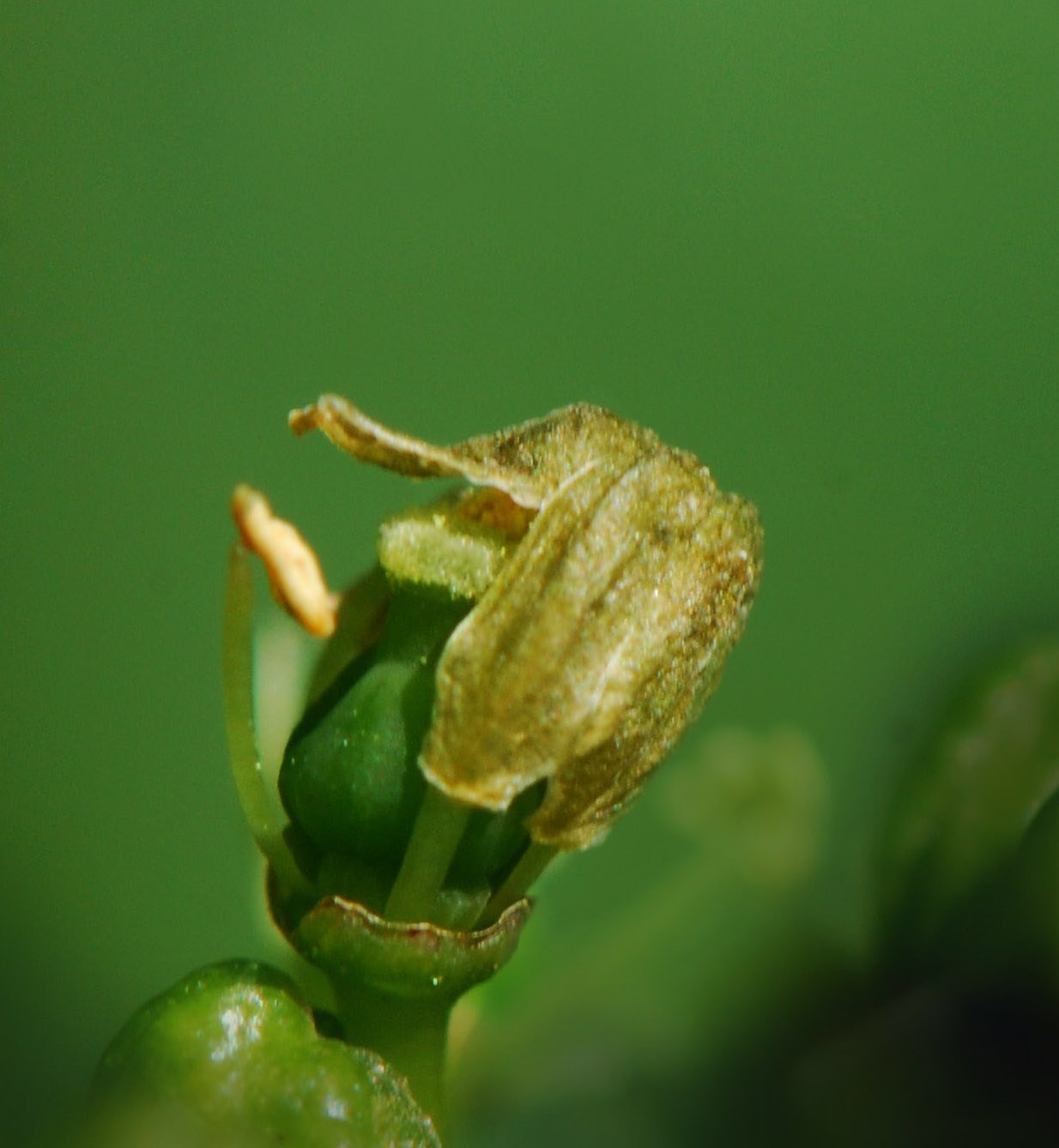
Otevírající se květ révy vinné (Vitis vinifera)
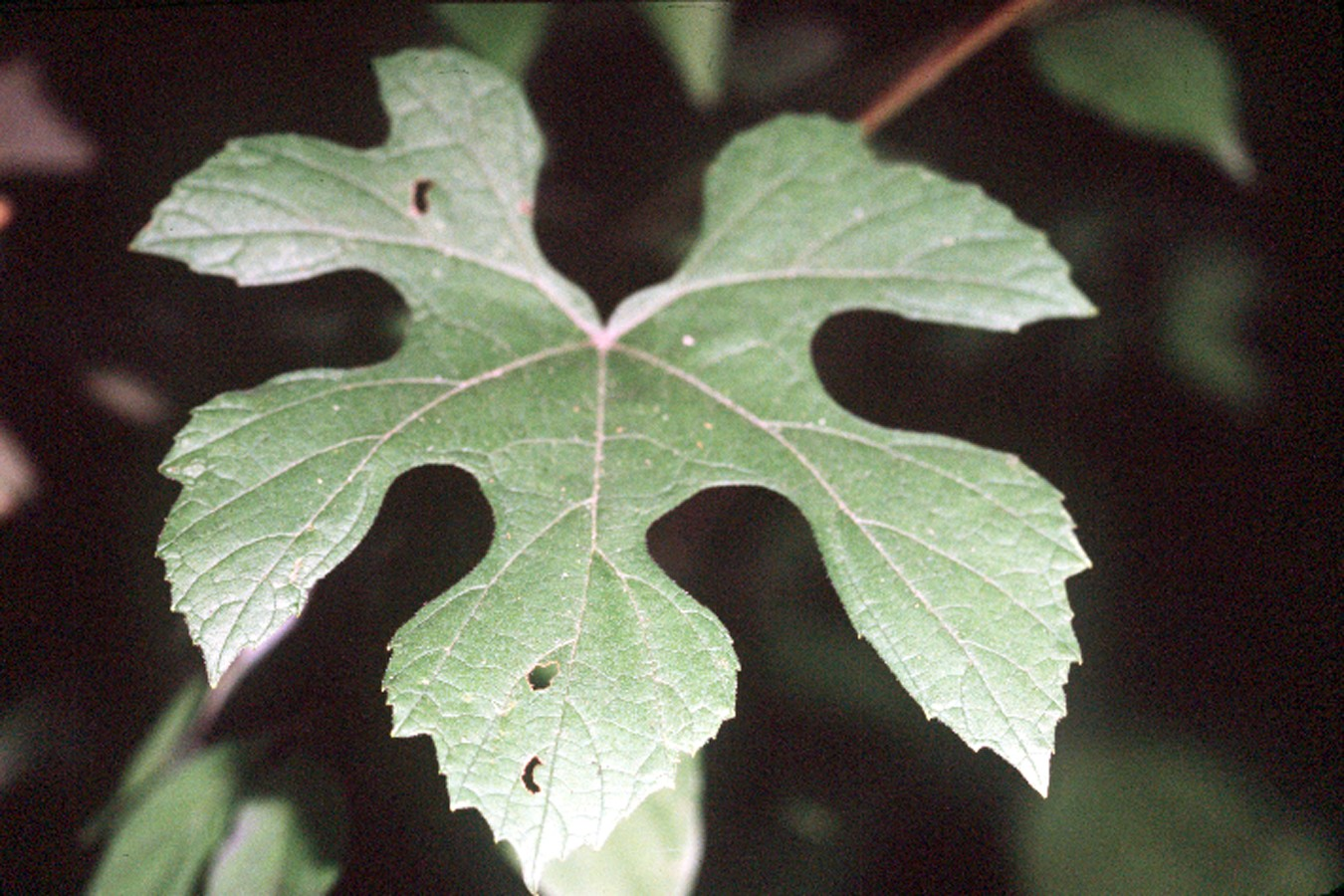
List révy Vitis aestivalis

## Rozšíření
Rod zahrnuje asi 60 druhů a je rozšířen v mírném pásu severní polokoule s přesahy do subtropických oblastí. Největší množství druhů se vyskytuje v Číně a ve východních oblastech Severní Ameriky. V květeně České republiky je zastoupen jediný původní druh, réva vinná lesní (Vitis vinifera subsp. sylvestris). Vyskytuje se velmi vzácně na jižní Moravě v lužních lesích soutoku Moravy a Dyje. Réva vinná je rovněž jediný evropský zástupce tohoto rodu.

## Ekologické interakce
Nenápadné, drobné květy révy jsou opylovány hmyzem přilákaným nektarem. Semena jsou šířena ptáky a zvířaty konzumujícími plody.

## Zástupci
- réva amurská (Vitis amurensis)
- réva dlanitá (Vitis palmata)
- réva japonská (Vitis coignetiae)
- réva letní (Vitis aestivalis)
- réva liščí (Vitis labrusca)
- réva pobřežní (Vitis riparia)
- réva skalní (Vitis rupestris)
- réva vinná (Vitis vinifera)
- réva vinná lesní (Vitis vinifera subsp. sylvestris)
- réva vinná pravá (Vitis vinifera subsp. vinifera)

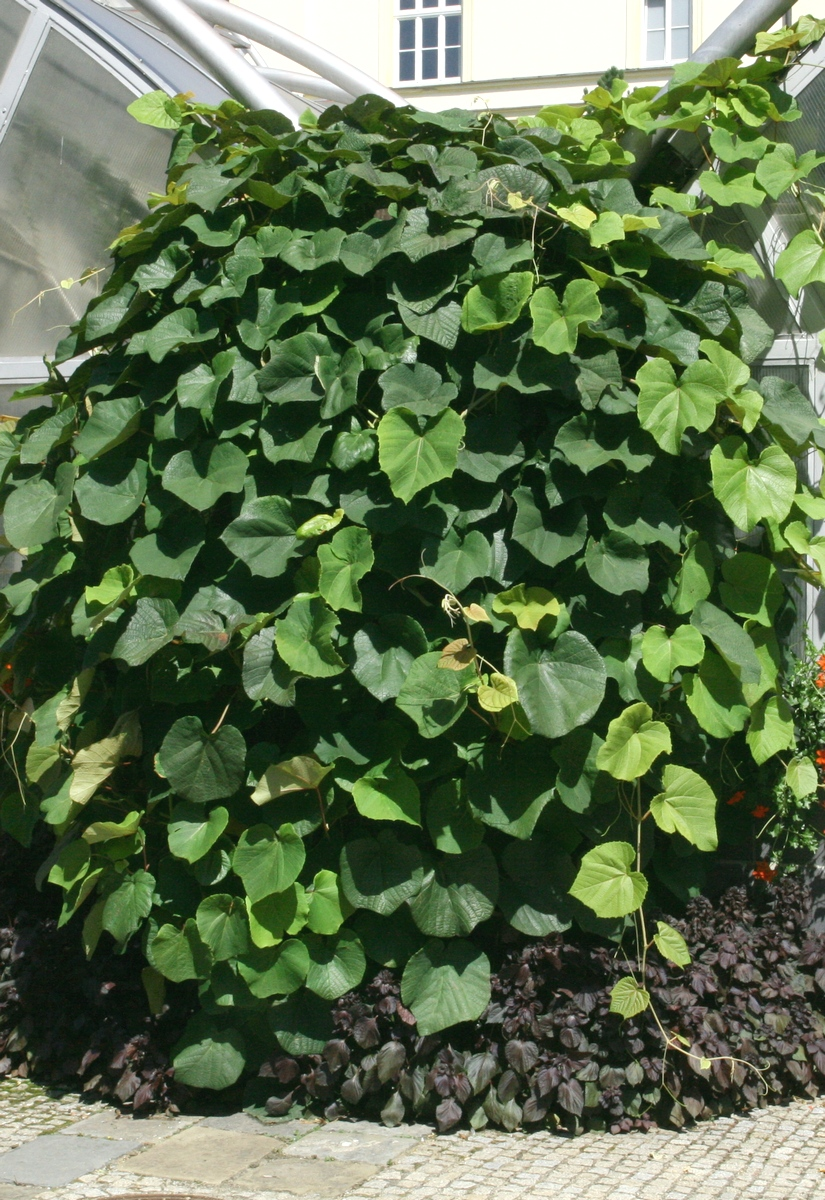
Réva japonská

- réva vlčí (Vitis vulpina)
- réva zimní (Vitis cordifolia)[3][6]

## Význam
Hospodářsky nejvýznamnějším druhem je bezesporu réva vinná (Vitis vinifera), prastará kulturní rostlina. Dnes je pěstována v klimaticky příhodných oblastech celého světa. Jedlé hrozny poskytují i některé jiné druhy, zejména Vitis labrusca a Vitis rotundifolia. Americké druhy révy jsou odolné proti škůdci révy vinné zvanému mšička révokaz (Viteus vitifoliae) a proto se používají jako podnož pro kulturní odrůdy révy vinné.
Některé druhy tohoto rodu, ale i ušlechtilé odrůdy révy vinné, jsou používány v České republice jako okrasné rostliny. Jsou vhodné k popnutí zdí, treláží, pergol, nebo stromů. V českých botanických zahradách a arboretech jsou pěstovány zejména réva amurská (Vitis amurensis), réva pobřežní (V. riparia) a réva japonská (V. coignetiae), vzácněji i réva americká (V. labrusca) a révy V. piasezkii, V. aestivalis, V. palmata a V. vulpina.

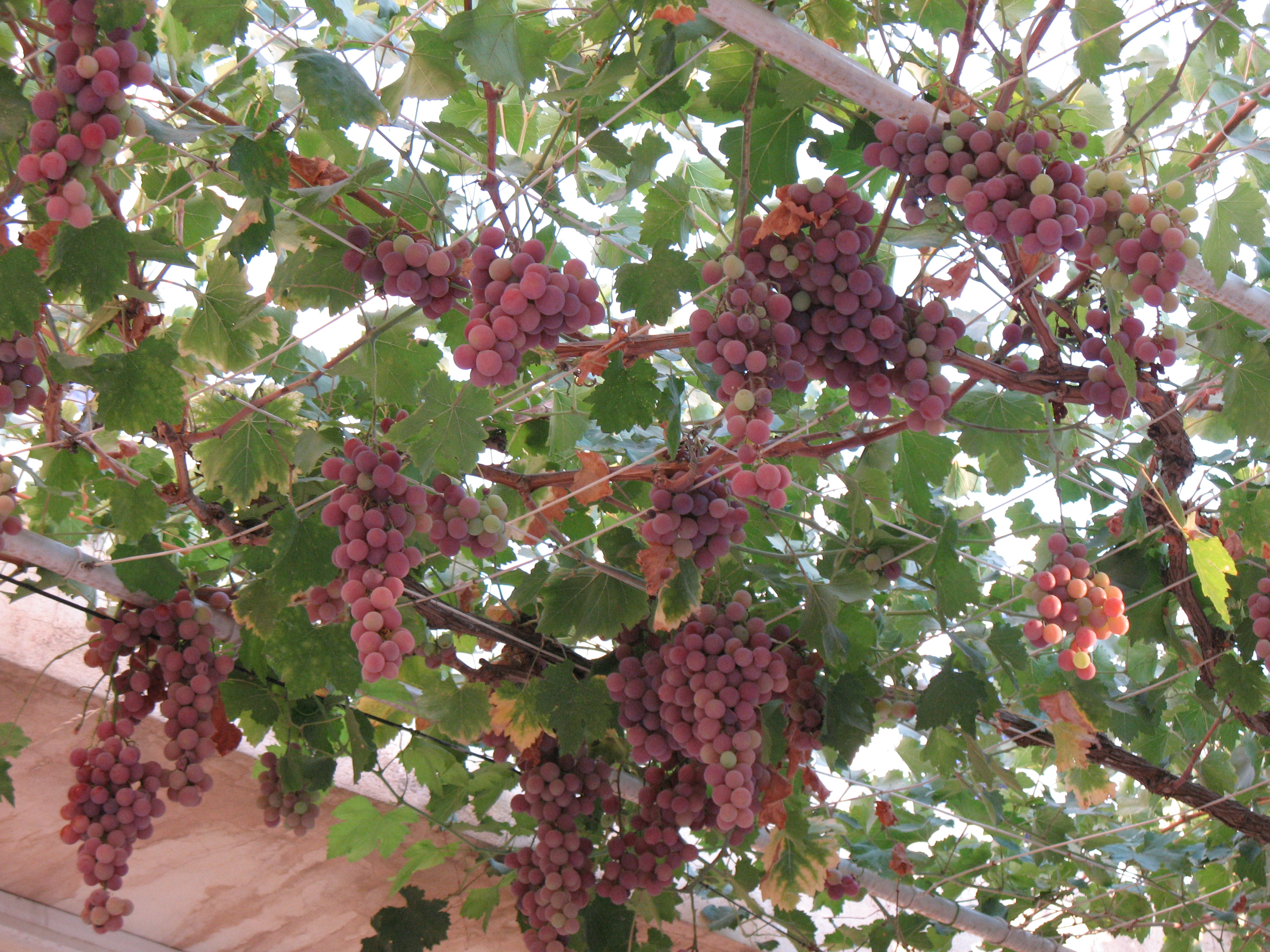
Réva vinná (Vitis vinifera)
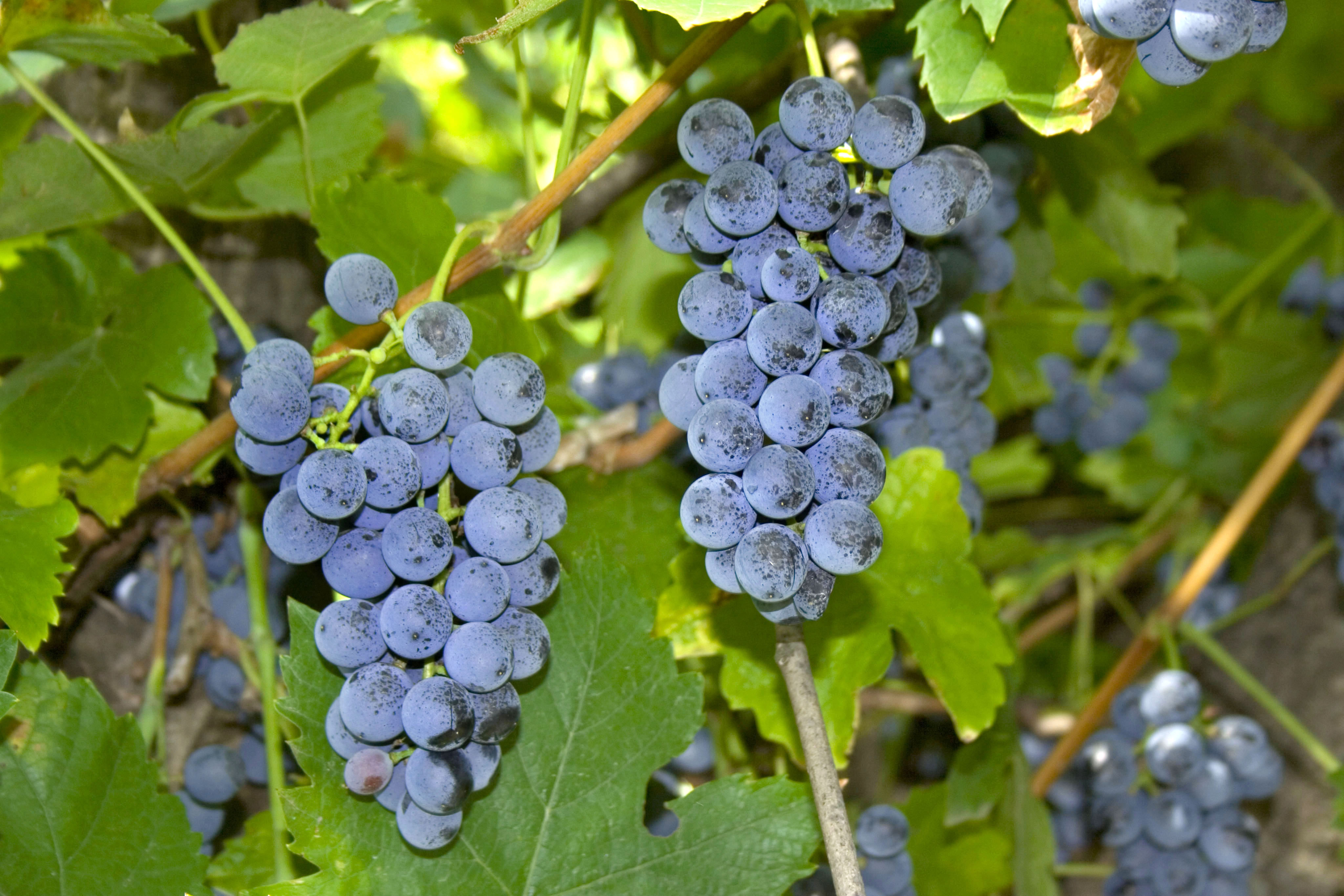
Hrozny révy americké (Vitis labrusca)
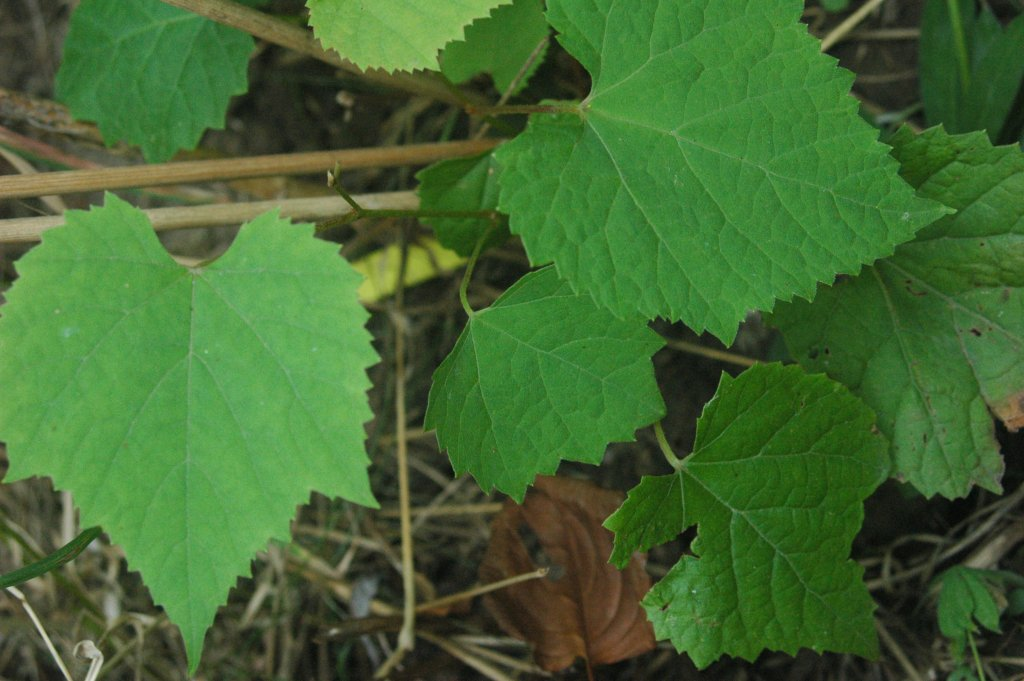
Réva amurská (Vitis amurensis)
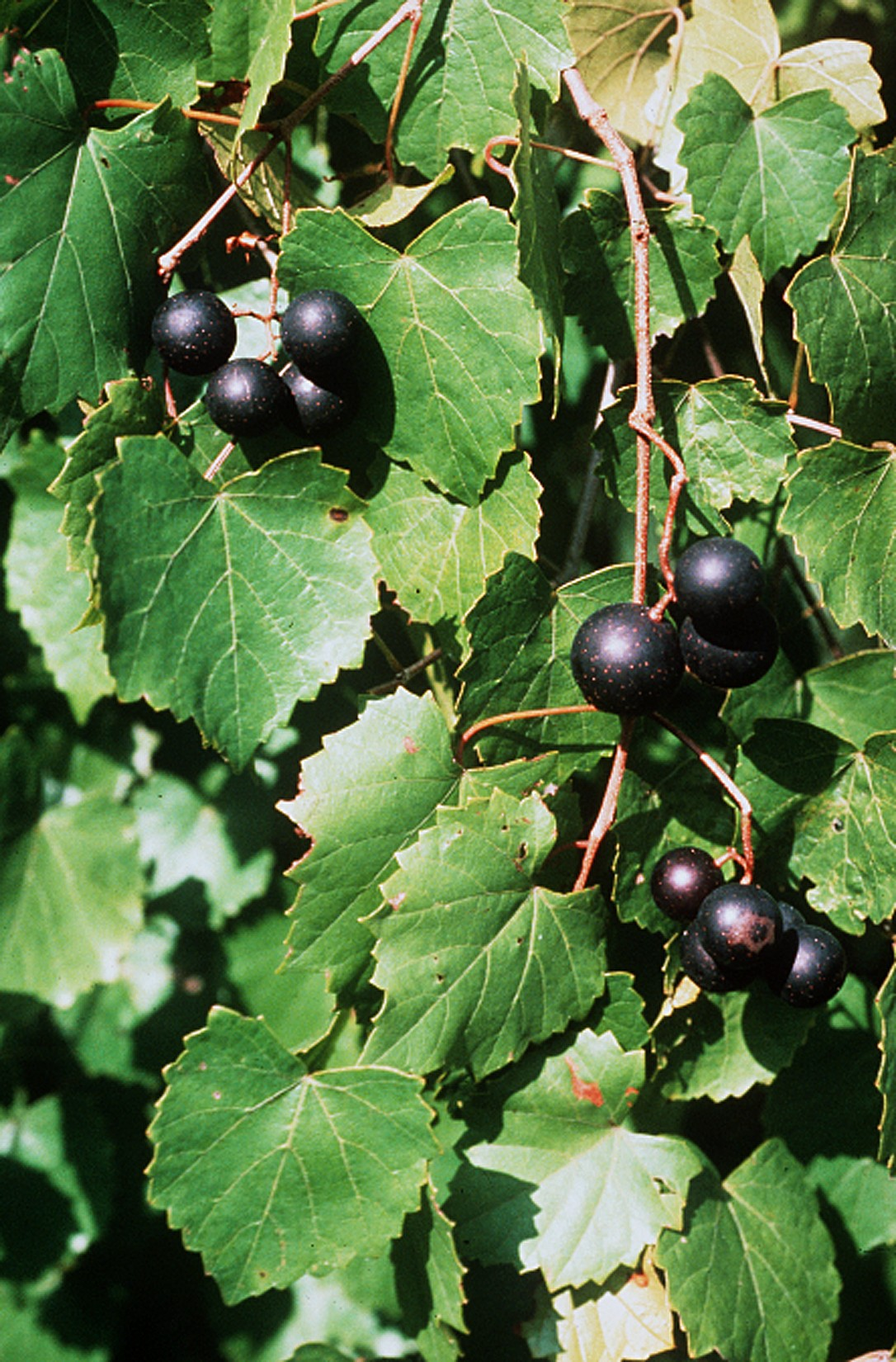
Plodící réva Vitis rotundifolia

## Pěstování
Révy rostou na výsluní i v polostínu. Na půdu nejsou náročné. Některým více vyhovuje sušší, lehčí půda (např. réva vinná), jiné lépe prosperují na vlhčím stanovišti se živnou půdou (réva japonská). Vysazují se v bezlistém stavu. Množí se především dřevitými řízky, botanické druhy i výsevem.